# The Pied Piper (nummer)
The Pied Piper is een lied uit 1966 geschreven door Steve Duboff en Artie Kornfeld. Het lied verwijst naar De rattenvanger van Hamelen.

## Opnamen
Duboff en Kornfeld namen het liedje als eersten zelf op onder de bandnaam The Changin' Times. In de jaren daaropvolgend verschenen opnamen van:
- 1966: The Jets
- 1966: Crispian St. Peters
- 1966: Gianni Pettenati in Italië onder de titel Bandiera gialla
- 1966: Patty Pravo
- 1966: The Ventures
- 1971: Bob and Marcia
- Del Shannon (niet als single)

Steve Race had al in 1963 een hit met The Pied Piper, doch dat is een ander lied.

## Grootste hit
Crispian St. Peters had wereldwijd het grootste succes met het liedje met een nummer 4-positie in de Verenigde Staten, een nummer 1-positie in Canada en een nummer 5-positie in het Verenigd Koninkrijk. In Nederland is de positie in de hitlijsten niet goed aan te geven. In Nederland bracht de band The Jets het ongeveer gelijktijdig uit. De verkopen van The Pied Piper werden bij elkaar opgeteld en verschenen als een gezamenlijke notering in de hitparade.

## Hitnoteringen

### Nederlandse Top 40
| Hitnotering: 23 april 1966 t/m 5 augustus 1966 | Hitnotering: 23 april 1966 t/m 5 augustus 1966 | Hitnotering: 23 april 1966 t/m 5 augustus 1966 | Hitnotering: 23 april 1966 t/m 5 augustus 1966 | Hitnotering: 23 april 1966 t/m 5 augustus 1966 | Hitnotering: 23 april 1966 t/m 5 augustus 1966 | Hitnotering: 23 april 1966 t/m 5 augustus 1966 | Hitnotering: 23 april 1966 t/m 5 augustus 1966 | Hitnotering: 23 april 1966 t/m 5 augustus 1966 | Hitnotering: 23 april 1966 t/m 5 augustus 1966 | Hitnotering: 23 april 1966 t/m 5 augustus 1966 | Hitnotering: 23 april 1966 t/m 5 augustus 1966 | Hitnotering: 23 april 1966 t/m 5 augustus 1966 | Hitnotering: 23 april 1966 t/m 5 augustus 1966 | Hitnotering: 23 april 1966 t/m 5 augustus 1966 | Hitnotering: 23 april 1966 t/m 5 augustus 1966 | Hitnotering: 23 april 1966 t/m 5 augustus 1966 |
| Week:                                          | 1                                              | 2                                              | 3                                              | 4                                              | 5                                              | 6                                              | 7                                              | 8                                              | 9                                              | 10                                             | 11                                             | 12                                             | 13                                             | 14                                             | 15                                             |                                                |
| ---------------------------------------------- | ---------------------------------------------- | ---------------------------------------------- | ---------------------------------------------- | ---------------------------------------------- | ---------------------------------------------- | ---------------------------------------------- | ---------------------------------------------- | ---------------------------------------------- | ---------------------------------------------- | ---------------------------------------------- | ---------------------------------------------- | ---------------------------------------------- | ---------------------------------------------- | ---------------------------------------------- | ---------------------------------------------- | ---------------------------------------------- |
| Positie:                                       | 31                                             | 21                                             | 14                                             | 7                                              | 4                                              | 2                                              | 3                                              | 4                                              | 6                                              | 8                                              | 10                                             | 14                                             | 20                                             | 27                                             | 40                                             | uit                                            |

### UK Singles Chart
| Hitnotering: 2 april 1966 t/m 1 juli 1966 | Hitnotering: 2 april 1966 t/m 1 juli 1966 | Hitnotering: 2 april 1966 t/m 1 juli 1966 | Hitnotering: 2 april 1966 t/m 1 juli 1966 | Hitnotering: 2 april 1966 t/m 1 juli 1966 | Hitnotering: 2 april 1966 t/m 1 juli 1966 | Hitnotering: 2 april 1966 t/m 1 juli 1966 | Hitnotering: 2 april 1966 t/m 1 juli 1966 | Hitnotering: 2 april 1966 t/m 1 juli 1966 | Hitnotering: 2 april 1966 t/m 1 juli 1966 | Hitnotering: 2 april 1966 t/m 1 juli 1966 | Hitnotering: 2 april 1966 t/m 1 juli 1966 | Hitnotering: 2 april 1966 t/m 1 juli 1966 | Hitnotering: 2 april 1966 t/m 1 juli 1966 | Hitnotering: 2 april 1966 t/m 1 juli 1966 |
| Week:                                     | 1                                         | 2                                         | 3                                         | 4                                         | 5                                         | 6                                         | 7                                         | 8                                         | 9                                         | 10                                        | 11                                        | 12                                        | 13                                        |                                           |
| ----------------------------------------- | ----------------------------------------- | ----------------------------------------- | ----------------------------------------- | ----------------------------------------- | ----------------------------------------- | ----------------------------------------- | ----------------------------------------- | ----------------------------------------- | ----------------------------------------- | ----------------------------------------- | ----------------------------------------- | ----------------------------------------- | ----------------------------------------- | ----------------------------------------- |
| Positie:                                  | 48                                        | 26                                        | 15                                        | 10                                        | 8                                         | 6                                         | 5                                         | 8                                         | 13                                        | 16                                        | 21                                        | 39                                        | 47                                        | uit                                       |

### NPO Radio 2 Top 2000
| Nummers met noteringen in de NPO Radio 2 Top 2000 | '00  | '01  | '02  | '03  | '04  | '05  | '06  | '07 | '08  |
| ------------------------------------------------- | ---- | ---- | ---- | ---- | ---- | ---- | ---- | --- | ---- |
| The Pied Piper (The Jets)                         | 1001 | -    | -    | -    | -    | -    | -    | -   | -    |
| The Pied Piper (Crispian St. Peters)              | 1119 | 1660 | 1656 | 1602 | 1517 | 1812 | 1969 | -   | 1913 |

1. ↑  Een '-' betekent dat het nummer niet was genoteerd en een vetgedrukt getal geeft de hoogste notering van een nummer aan.
2. ↑  2000 was het eerste jaar met een notering voor een van deze nummers.
3. ↑  Deze tabel is bijgewerkt tot en met de laatste editie (2024).